# 超人：黑暗面
《超人：黑暗面》（英語：Superman: The Dark Side）是1998年DC漫畫所出版的一個3期的短篇漫畫。該漫畫以「另一個世界」為標題，敘述某個平行宇宙的超人，自幼成長於天啟星，而不是地球。